# 에릭 라누빌

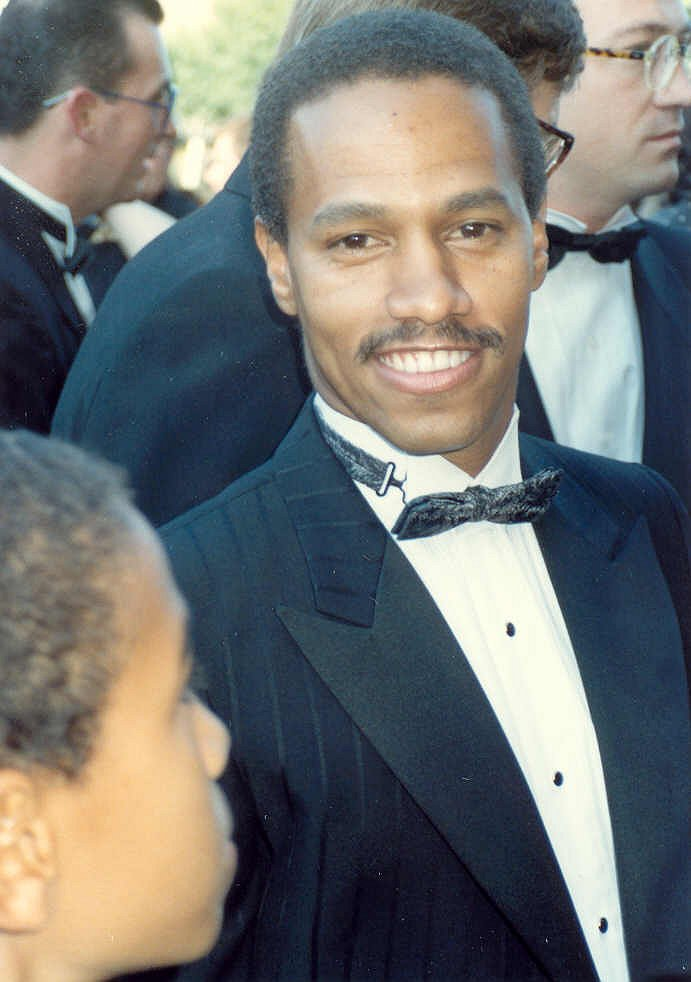

에릭 래노빌(Eric Laneuville, 영어 발음: /ˈlænoʊvil/, 1952년 7월 14일 ~ )은 미국의 영화 감독, 배우, 영화 제작자이다.
뉴올리언스에서 태어났다.

## 작품 목록
- JFK Jr. 스토리 (2003년)
- 마주 본 두 자매 (1996년)
- 콴텀 66 (1996년)
- 맨티스 (1994년)
- 훔친 아기 (1993년)
- 엄마의 새출발 (1989년)
- 블랙 로드 (1981년)
- 발티모아 도박사 (1980년)
- 드라큐라 도시로 가다 (1979년)

### 영화 연출
- 캠퍼스 히어로 (1986, The George McKenna Story)
- 알렉스 추락하다 (1993, Staying Afloat) - TV 영화

### 영화 출연
- 오메가 맨 (1971) - 리치 역
- 데스 위시 (1974)
- 포스 오브 원 (1979, A Force of One)
- 알렉스 추락하다 (1993, Staying Afloat)

### 텔레비전 연출
- 천재소년 두기 (1990-92)
- 광속인간 샘 (1992)
- 뉴욕경찰 24시 (1993)
- ER (1995)
- 마이 와이프 앤 키즈 (2003-04)
- 길모어 걸스 (2004)
- 고스트 앤 크라임 (2005)
- 탐정 몽크 (2005)
- 에브리바디 헤이츠 크리스 (2005)
- 로스트 (2005-08)
- 고스트 위스퍼러 (2005-10)
- 프리즌 브레이크 (2006)
- 유레카 (2007-08)
- 사이크 (2007-08)
- 라이 투 미 (2009)
- 웨어하우스 13 (2009)
- 히어로즈 (2009)
- 로열 페인스 (2009)
- CSI: 뉴욕 (2009-13)
- 멘탈리스트 (2009-14)
- 더 클라이언트 리스트 (2010)
- 하와이 파이브-0 (2011-12)
- 바디 오브 프루프 (2011-13)
- 리벤지 (2012)
- 그림 형제 (2012-16)
- NCIS: 로스앤젤레스 (2012-17)
- 미스트리스 (2013-15)
- 블루 블러드 (2013-21)
- 그레이 아나토미 (2015-16)
- 로즈우드 (2015-17)
- 에이전트 오브 쉴드 (2017-20)
- 시카고 파이어 (2017-21)
- 어 밀리언 리틀 씽즈 (2019)
- 스테이션 19 (2020)

### 텔레비전 출연
- 경찰 초년병 (1973-75)
- 샌포드 앤 선 (1975-77)
- 블루 블러드 (2014)